# Gare de Chalonnes
Gare de Chalonnes vasútállomás Franciaországban, Chalonnes-sur-Loire településen.

## Vasútvonalak
Az állomást az alábbi vasútvonalak érintik:
- La Possonnière-Niort-vasútvonal

## Kapcsolódó állomások
A vasútállomáshoz az alábbi állomások vannak a legközelebb:
- Gare de La Possonnière
- Gare de Chemillé